# Aisha
Aisha (v anglické transkripci, také A'isha, arabsky  عائشة , v české transkripci Ajša nebo Áiša),  je  ženské rodné jméno arabského původu a znamená živá. Podobným jménem je Aishwarya což znamená blahobyt, hojnost.

## Známé nositelky jména
- Aisha Tylerová – americká herečka
- Aisha Gerberová – kanadská gymnastka
- Aisha Kandisha – bájná žena-démon v mytologii Maroka
- Aisha Kahlil – afroamerická zpěvačka skupiny Sweet Honey in the Rock

- Aishwarya Rai – indická herečka

- Ajša Kaddáfíová – libyjská právnička
- Áiša, Áiša bint Abú Bakr – nejmladší manželka proroka Mohammeda

zkratka
- AJŠA – Asociace jazykových škol a agentur České republiky

jiné názvy
- Aisha – písnička od hiphopové kapely Outlandish
- Aisha – písnička z alba: Aly and Fila – Future Sound of Egypt Vol 1
- Aisha – egyptský film z roku 1953

## Související heslo
- Áiša